# الاتحاد الإيراني للتزلج
الاتحاد الإيراني للتزلج: هو الذي يُعنى برياضة التزلج على الجليد في جمهورية إيران، وجميع الأنشطة المتعلقة بها. وقد تأسس الإتحاد الإيراني للتزلج على الجليد في عام 1945م، وانضم بدوره إلى الإتحاد الدولي للتزلج على الجليد في عام 1956م، إذ التحقت هذه الرياضة بالفروع الرياضية الأخرى في جمهورية إيران. وتعني كلمة ski (التزلج) حذاء الثلج، وهي ذات جذور آيسلندية. وكان يعتبر التزلج على الجليد إحدى الطرق للمواصلات في القِدَم، إلا أنه اليوم يصنف كرياضة شتوية. فيما قال  بعض المؤرخين إن تأريخ التزلج على الجليد يعود إلى العصر الحجري، حيث تظهر الرسوم التأريخية المتبقية ممارسة البشر للتزلج. ونشأت هذه الرياضة في النرويج التي تغطي الثلوج الكثيفة معظم أنحائها في الشتاء.

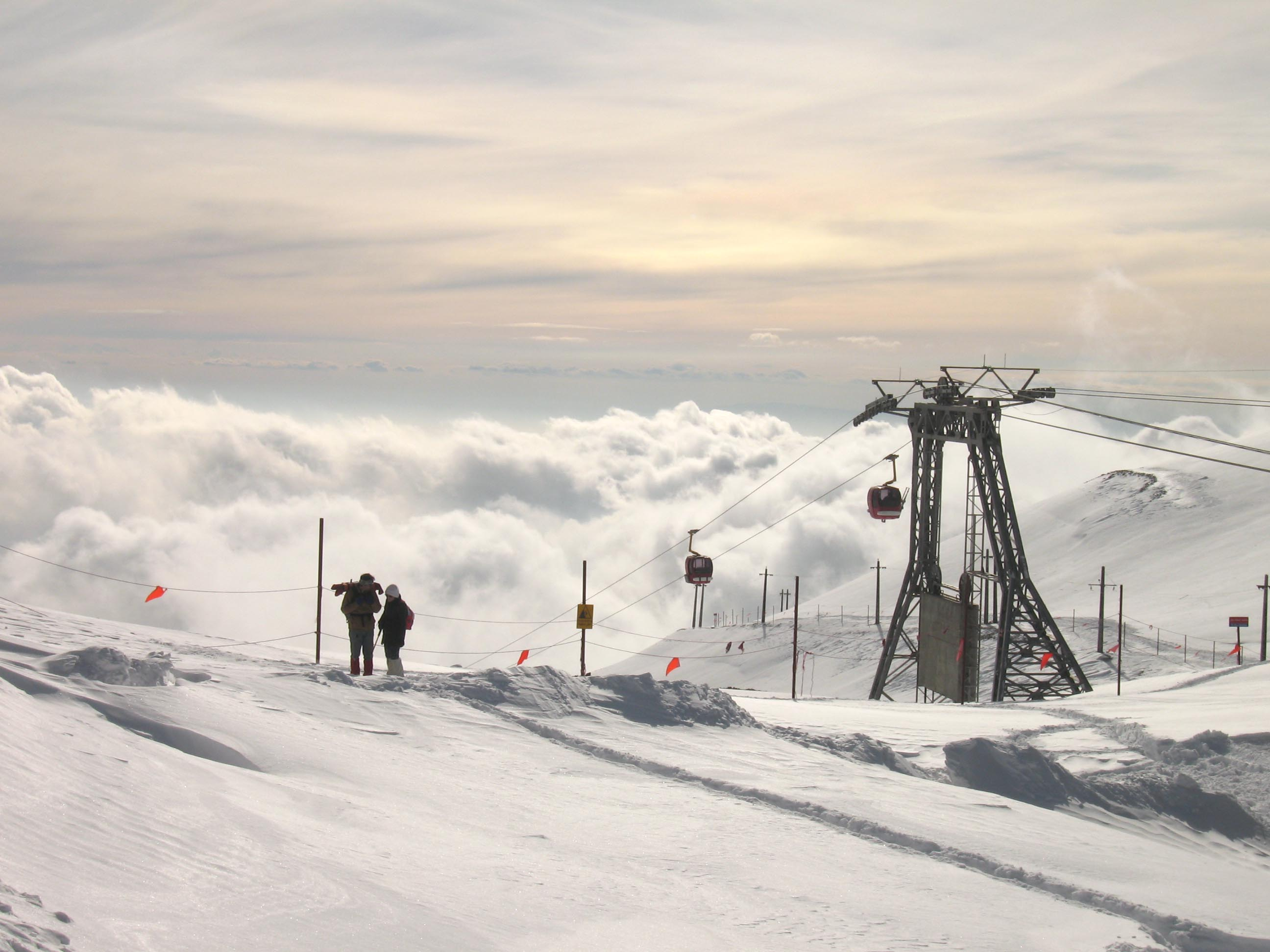
منتجع شمشك الإيراني للتزلج

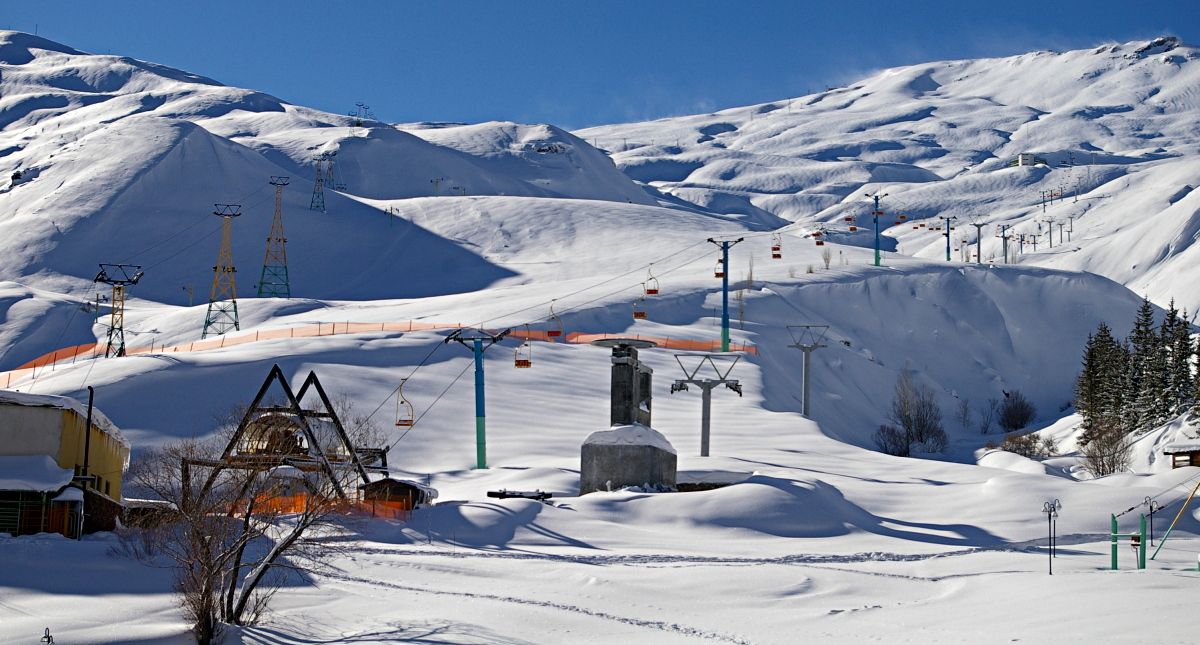
منتجع ديزين الدولي في جمهورية إيران، أكبر منتجع للتزلج في الشرق الأوسط

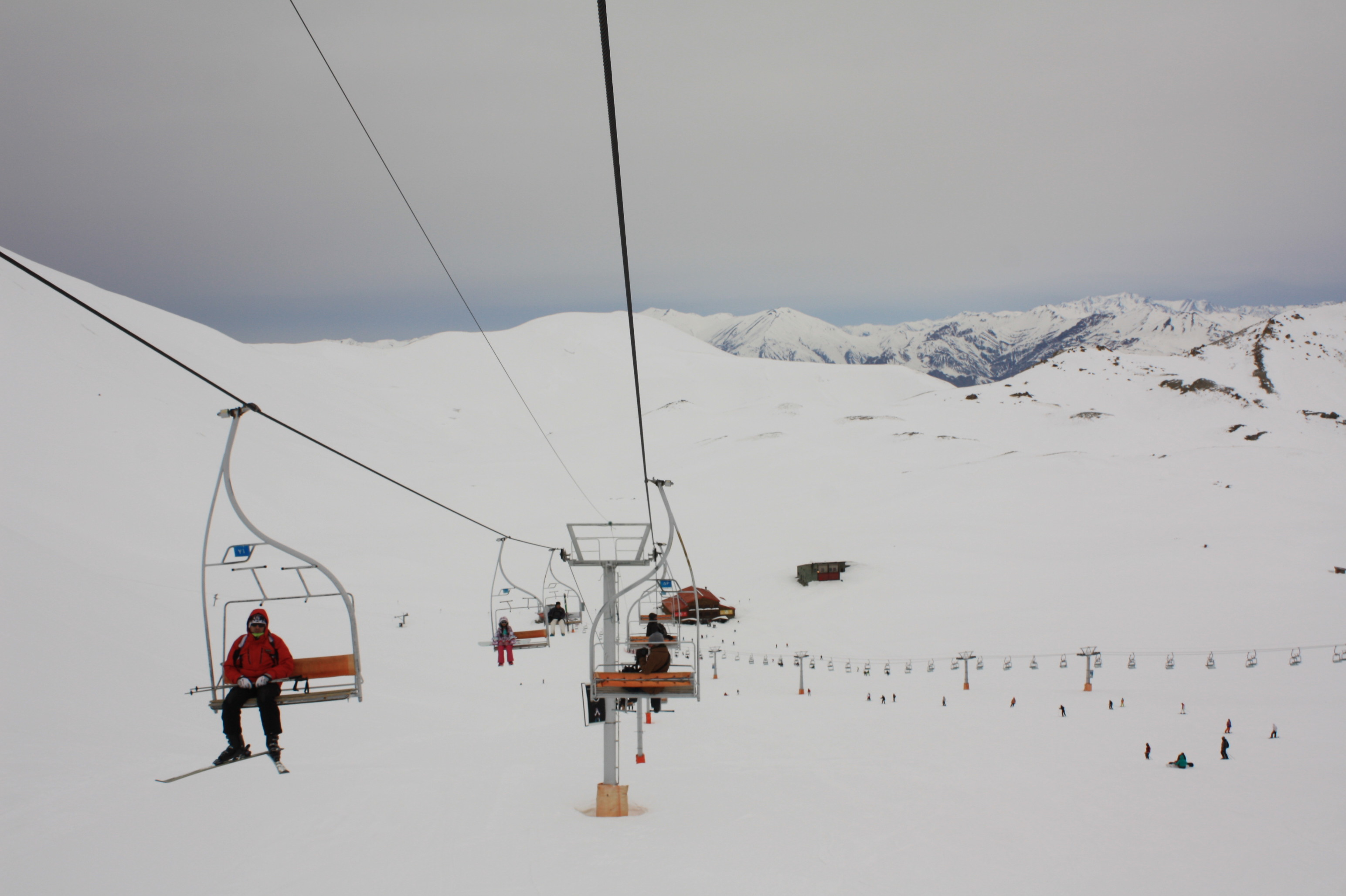
عربات التلفريك في منتجع توجال السياحي

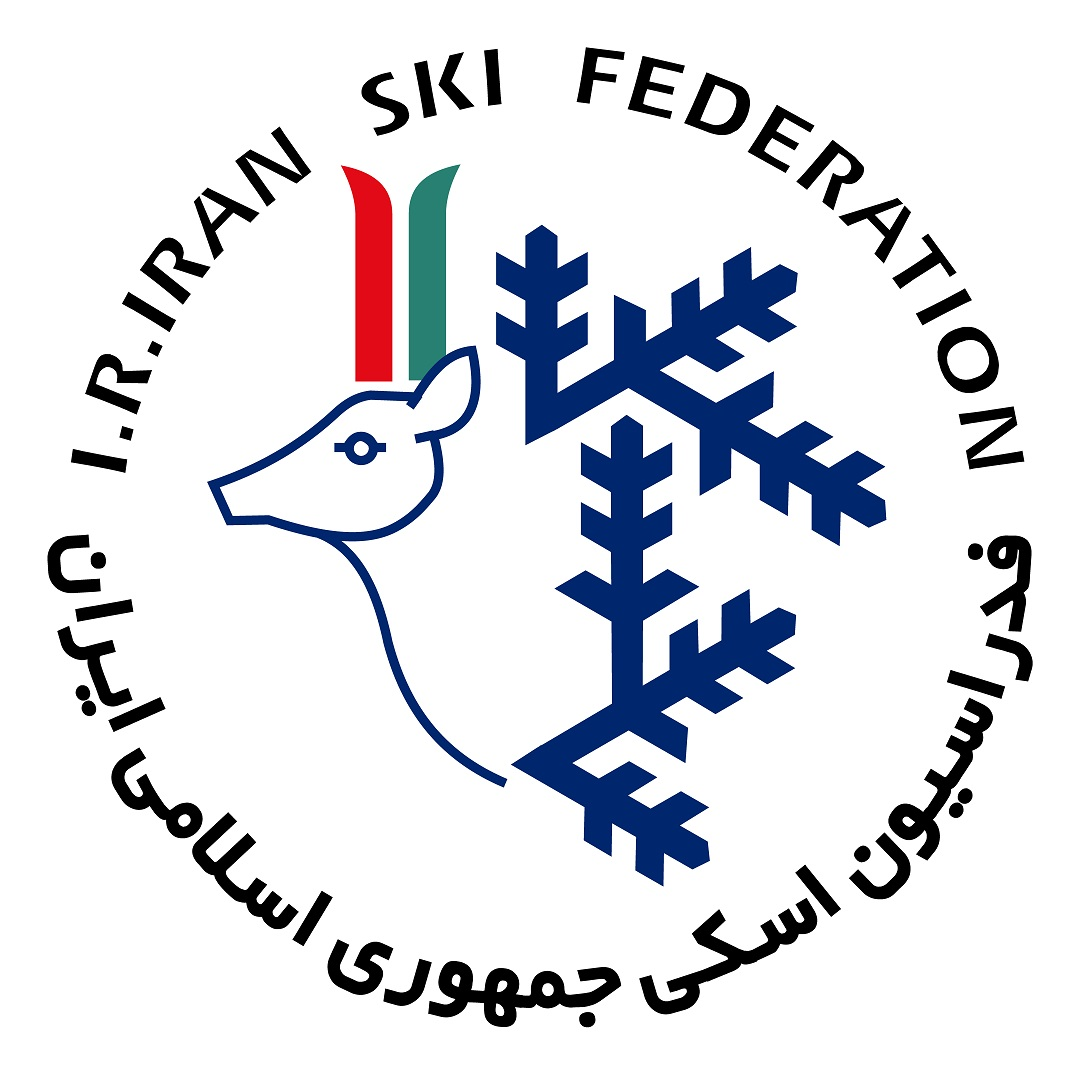
شعار الإتحاد الإيراني للتزلج

## التأريخ
ظهرت رياضة التزلج على الجليد في عام 1922م في جمهورية إيران. وكان نهاية النصف الأول من القرن العشرين هو موعد تأسيس أول إتحاد للتزلج على الجليد في إيران. والذي كان من أوائل الإتحادات المعنية بأنشطة التزلج التي يتم تأسيسها في المنطقة. وكان (فيليكس آغايان) أول رئيس للإتحاد الإيراني للتزلج، و(كاظم جيلان بور) أميناً عاماً لهذا الإتحاد.

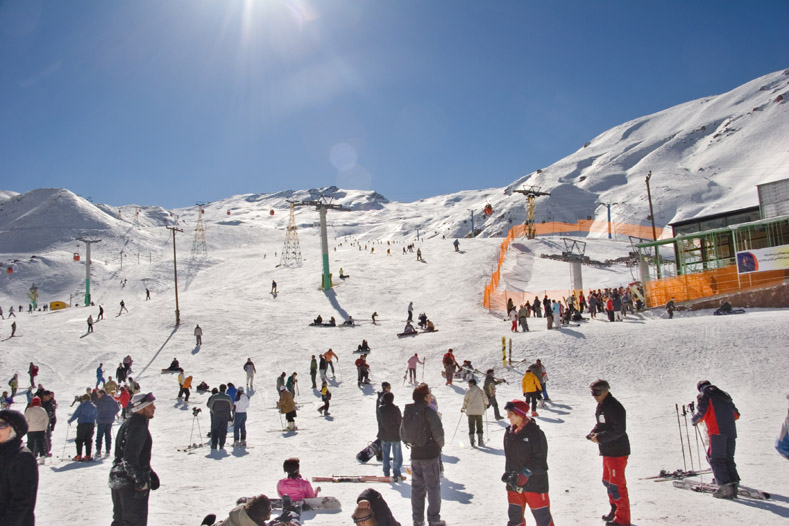
منتجع ديزين الدولي للتزلج في جمهورية إيران، طهران

## مهمة الإتحاد الإيراني للتزلج
ان الخبرة الممتدة لعدة عقود، والتي امتلكها الإتحاد الإيراني للتزلج. بالإضافة إلى امتلاك جمهورية إيران لبعض أفضل منتجعات التزلج في منطقة الشرق الأوسط، يدعم الإتحاد الإيراني للتزلج باستمرار الرياضيين المحليين والدوليين. وقد استضاف العديد من الأحداث والبطولات. ويأمل الإتحاد الإيراني للتزلج في تشجيع الشباب الإيراني على أن يكونوا نشطين، وسيستمر في ضمان مستوى من الرضا والسلوك العادل داخل الصناعة.

## نبذة عن رياضة التزلج في جمهورية إيران
إن منحدرات التزلج الدولي في جمهورية إيران تبلغ 13 منحدراً، وهي تتوزع على طول هضبة إيران. وتستضيف الجمهورية الإيرانية سنوياً رياضيين من داخل البلاد وخارجها. وتتمتع منتجعات التزلج في جمهورية إيران بالمعايير الدولية، وتقدم معدات مناسبة للرياضيين. وقد حقق المنتخب الوطني الإيراني للتزلج على الجليد إنجازات كثيرة، منها حجز خمس بطاقات منها اثنتان (نسائية) في الدورة الشتوية للألعاب الأولمبية التي تم انعقادها في مدينة سوتشي الروسية. كل هذه النشاطات لابد لها من ان تُنَظَم على نحوٍ صحيح فكان الإتحاد الإيراني للتزلج يأخذ على عاتقه كل هذه المهام.

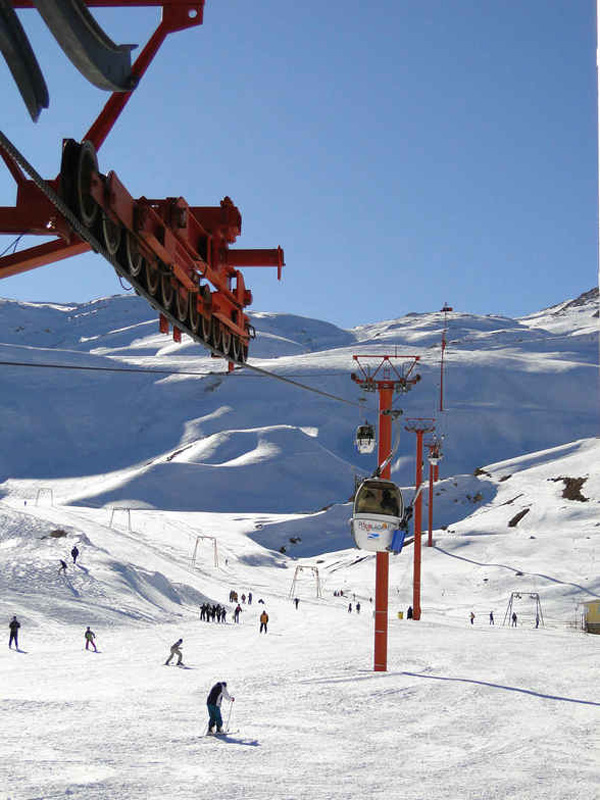
منتجع بولاد كف الدولي للتزلج

## أهم المنتجعات التي تم تطويرها من قِبَل الإتحاد الإيراني للتزلج
تتوزع منتجعات التزلج على الجليد في جمهورية إيران في مرتفعات سلسلة جبال زاغروس. وأهم المنتجعات هي منتجع ديزين الدولي، ومنتجع شمشك الدولي للتزلج، ومنتجع توجال، ومنتجع دربندسر للتزلج، ومنتجع آب علي للتزلج، ومنتجع سهند في مدينة تبريز، ومنتجع جلغرد في إقليم شهركرد، ومنتجع بيجار في إقليم كردستان، ومنتجع كاكان في إقليم كهكيلوية وبوير أحمد، ومنتجع خوشاكو في مدينة أرومية، ومنتجع بولاد كف الدولي للتزلج أو سبيدان في إقليم فارس، ومنتجع الوارس الدولي في مدينة أردبيل. هذه المنتجعات تم تطويرها وتأهيلها من قبل (الإتحاد الإيراني للتزلج) حتى ان بعضها نال تأييد الاتحاد الدولي للتزلج على الجليد لإقامة المباريات الرسمية فيه، وتم اعتباره منتجعاً دولياً للتزلج كمنتجع ديزين الدولي.

## معرض الصور

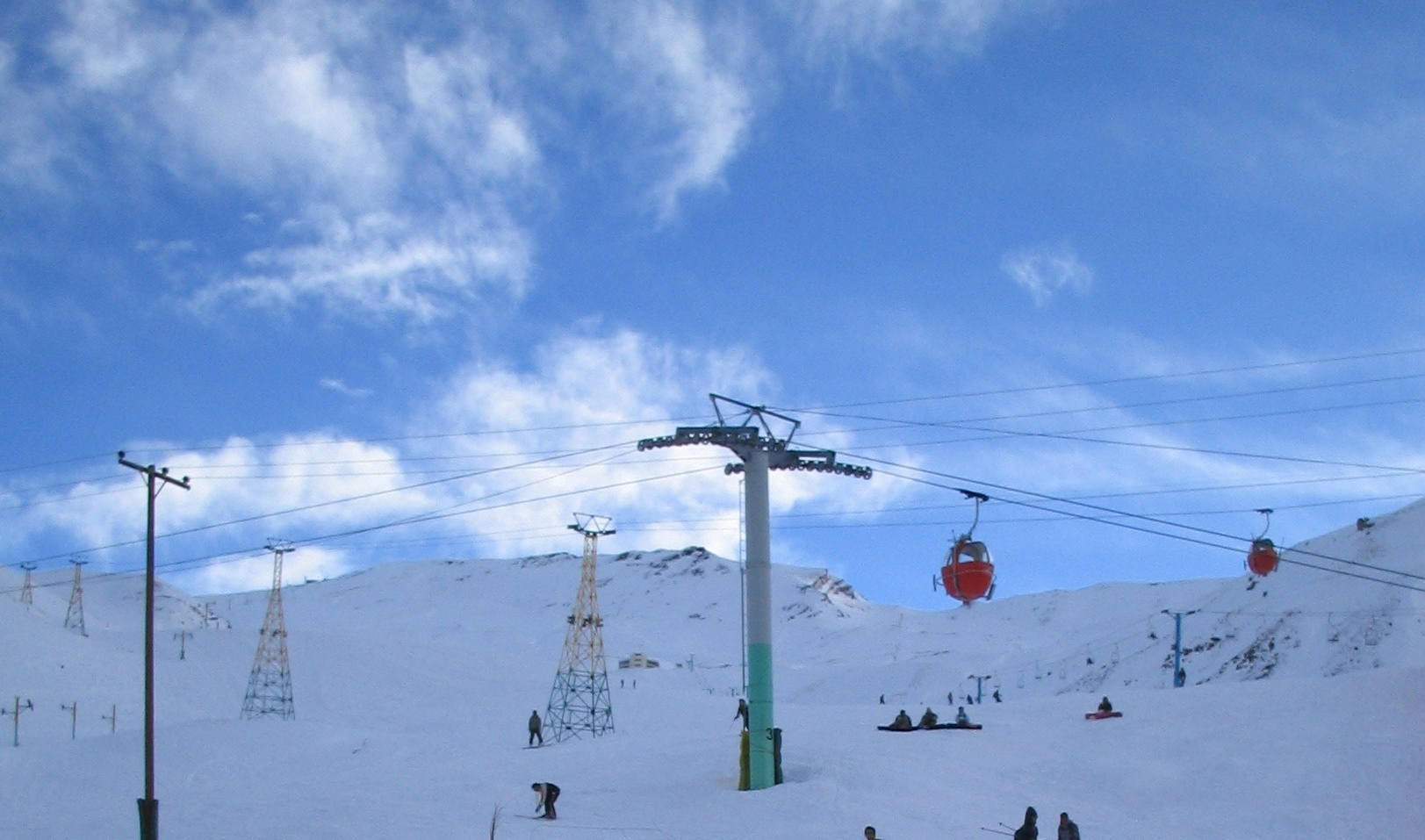
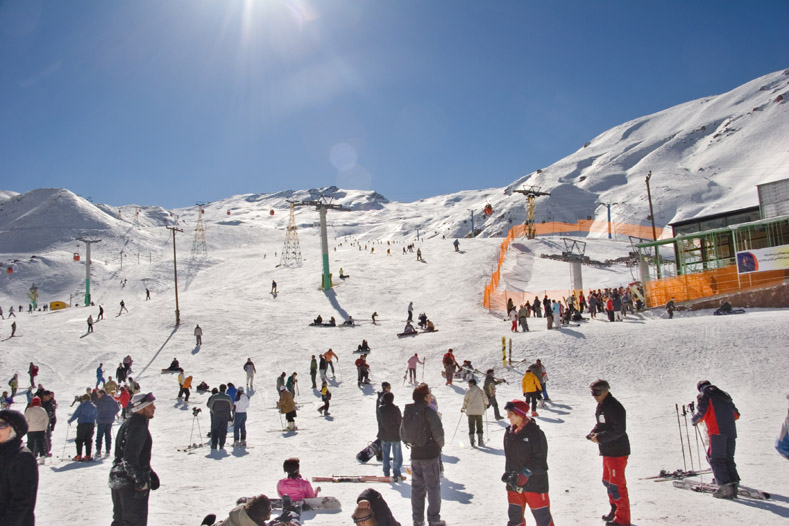
متزلجون في المنتجع
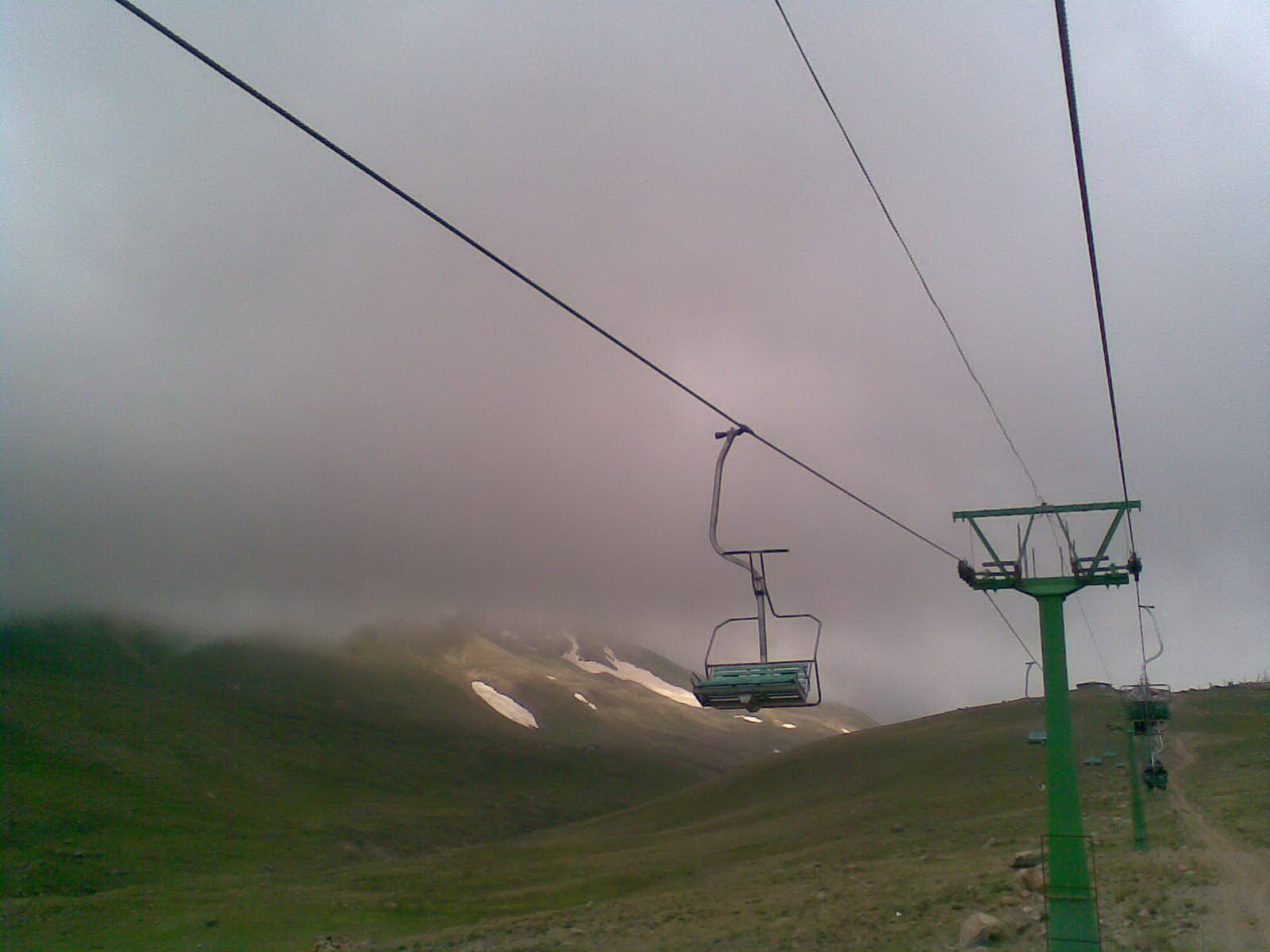
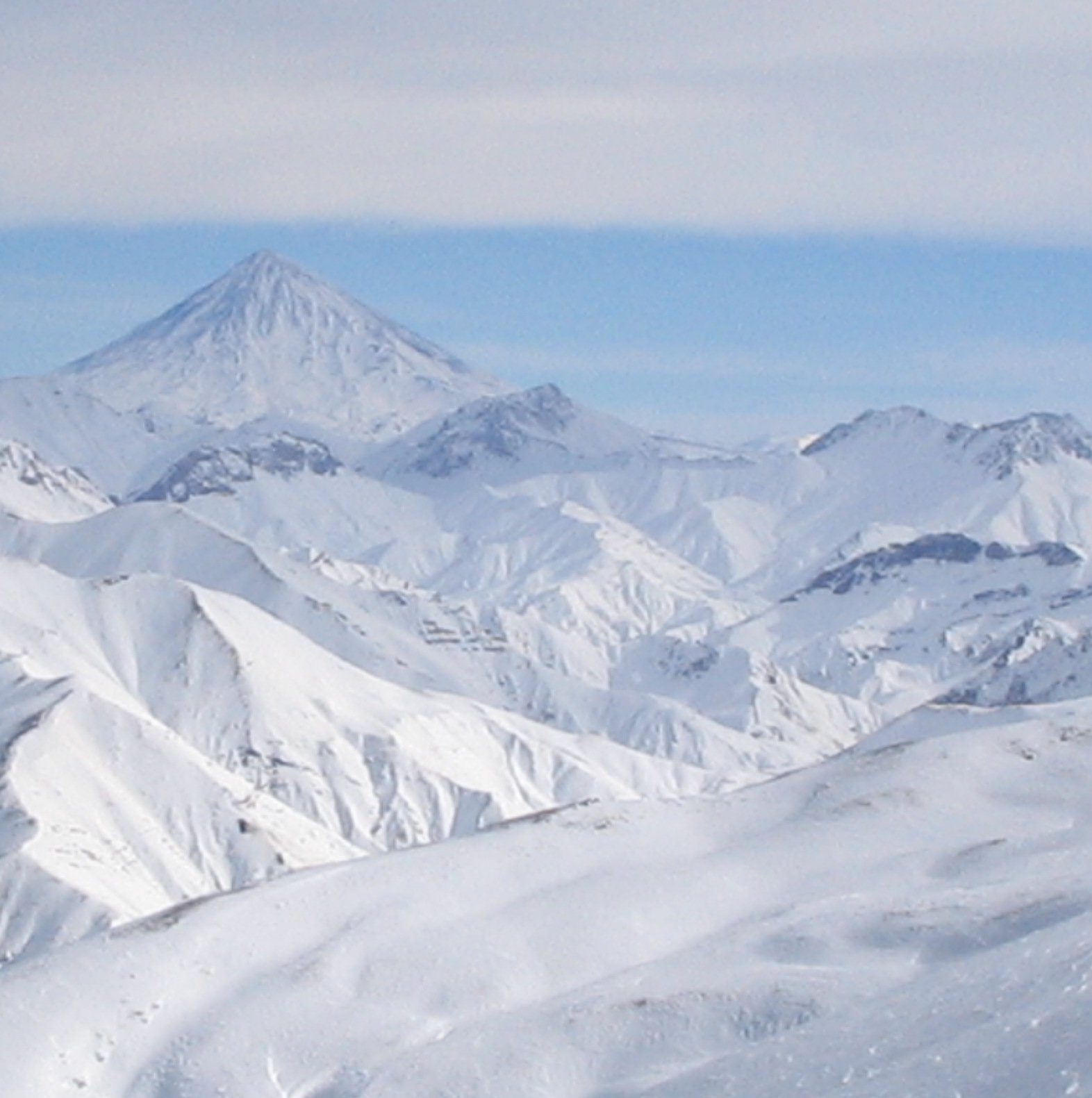
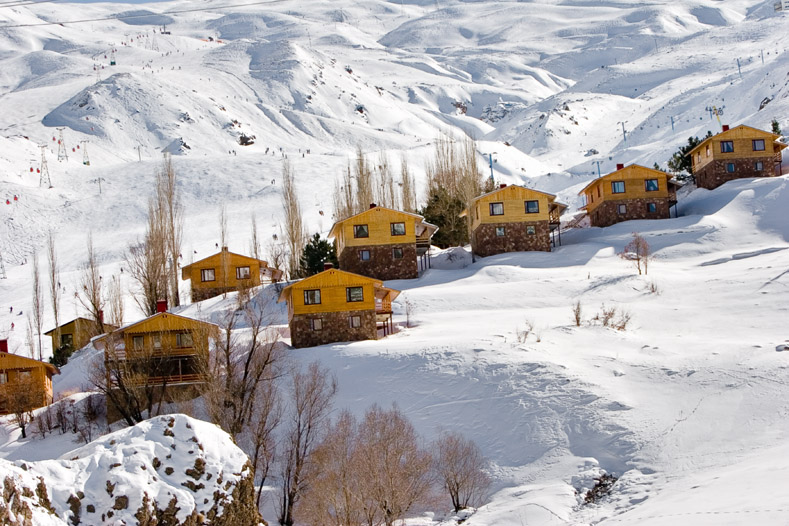
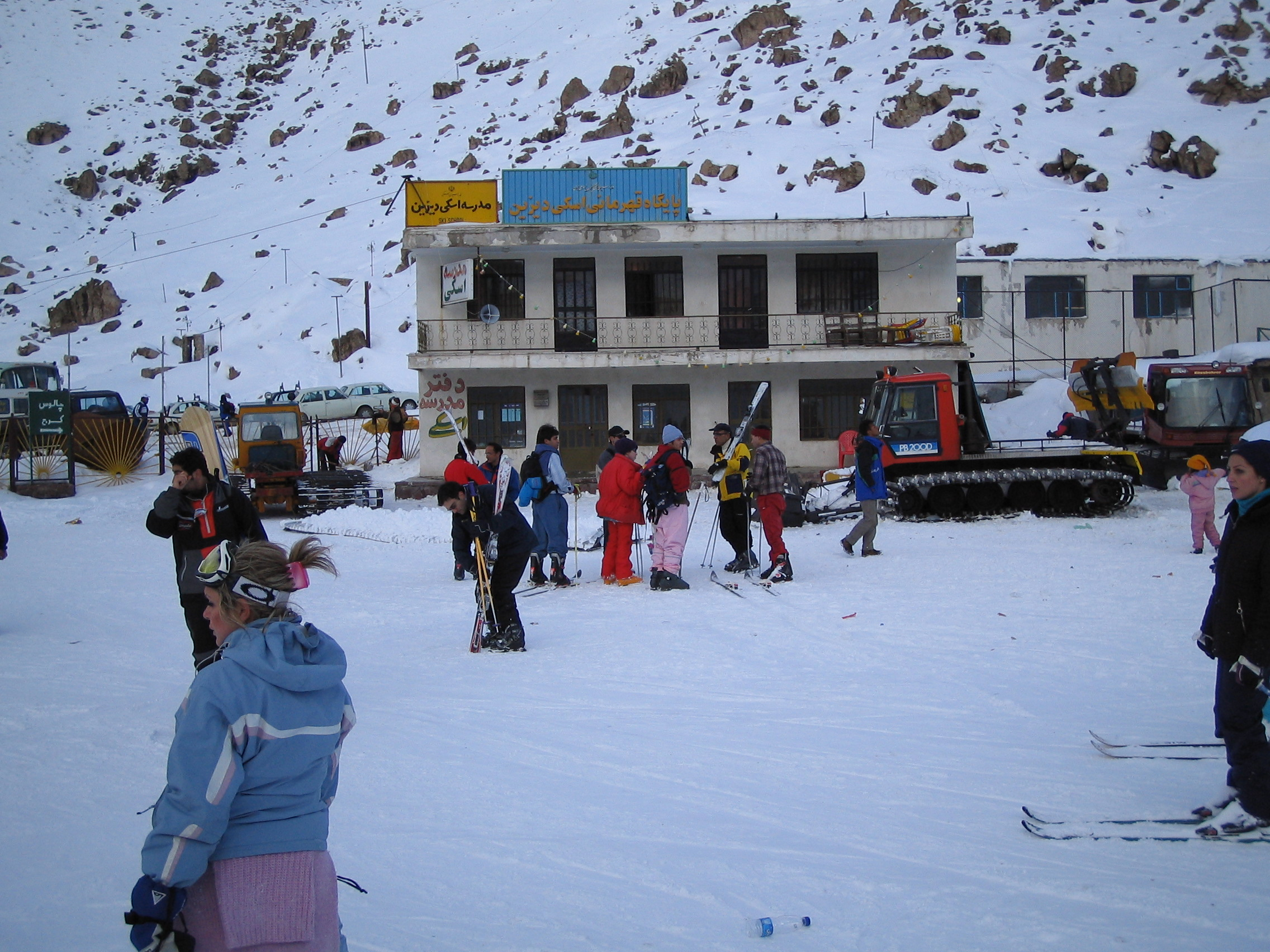
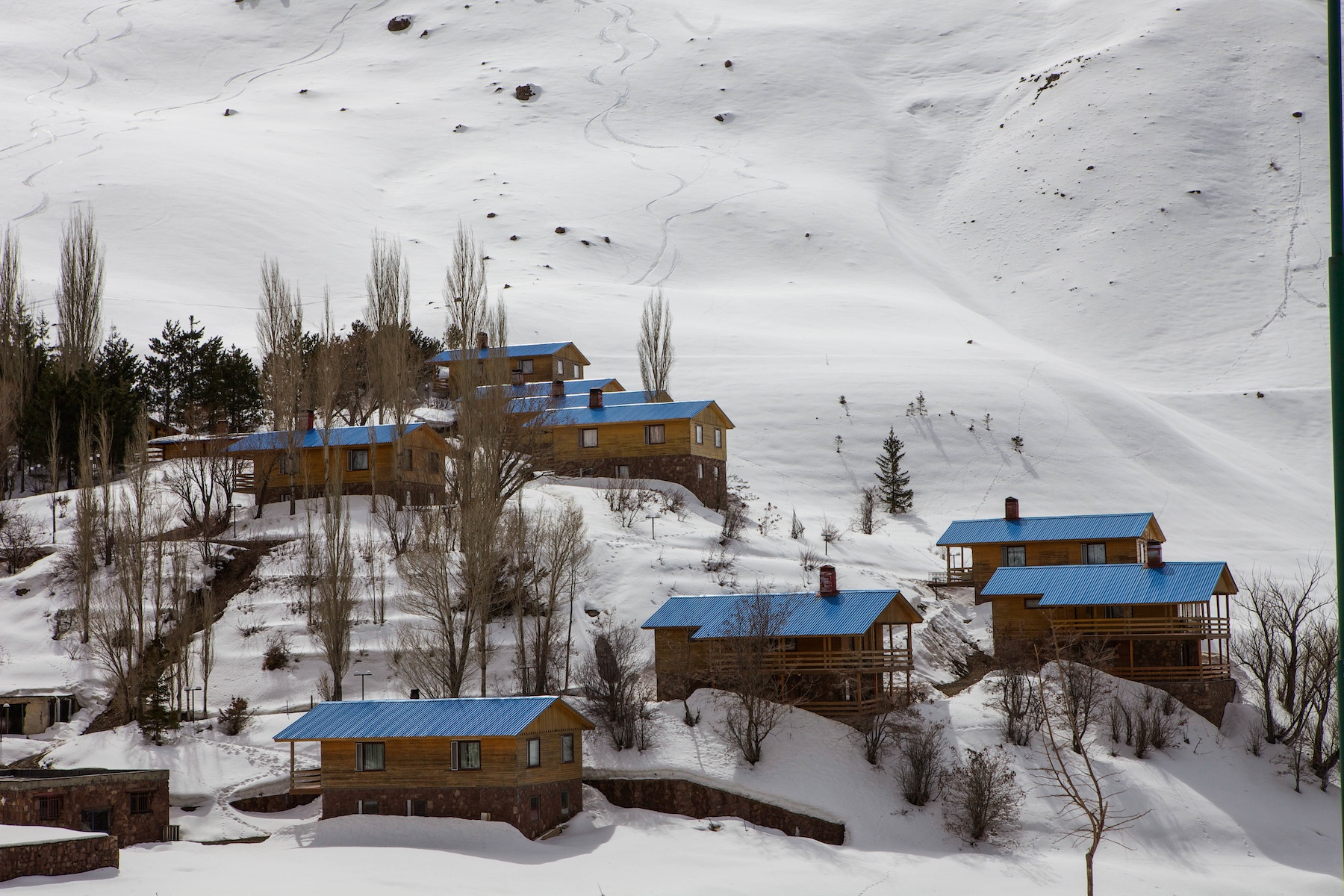
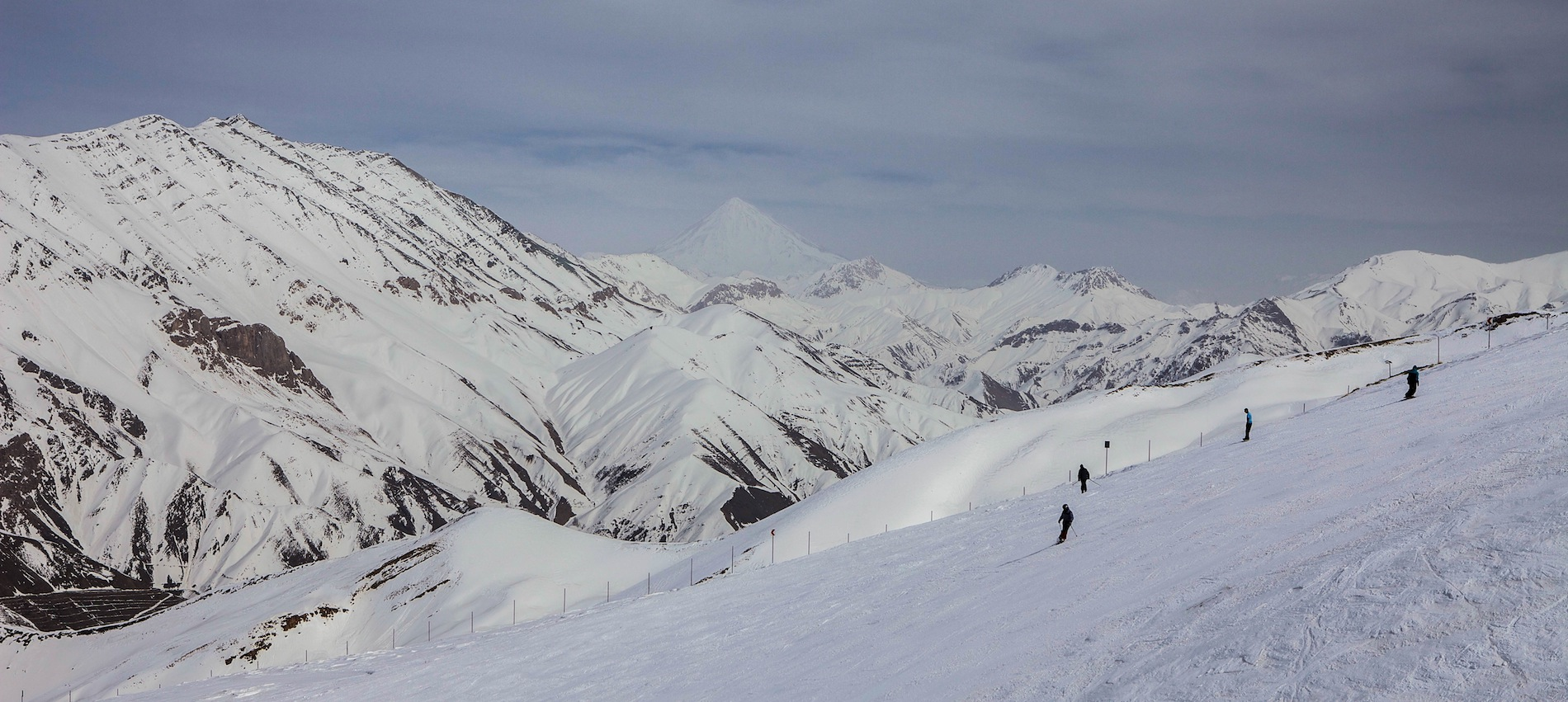
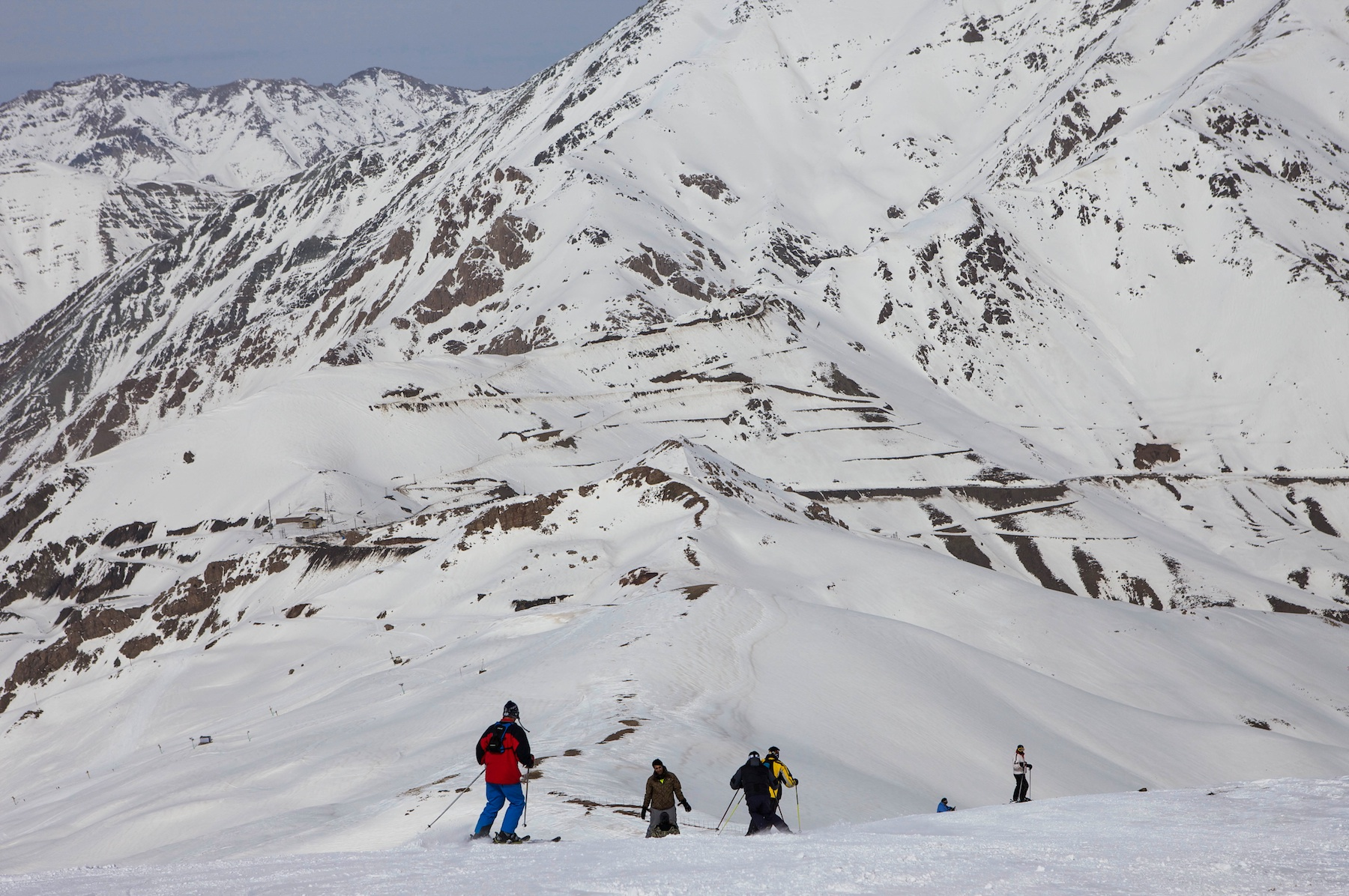
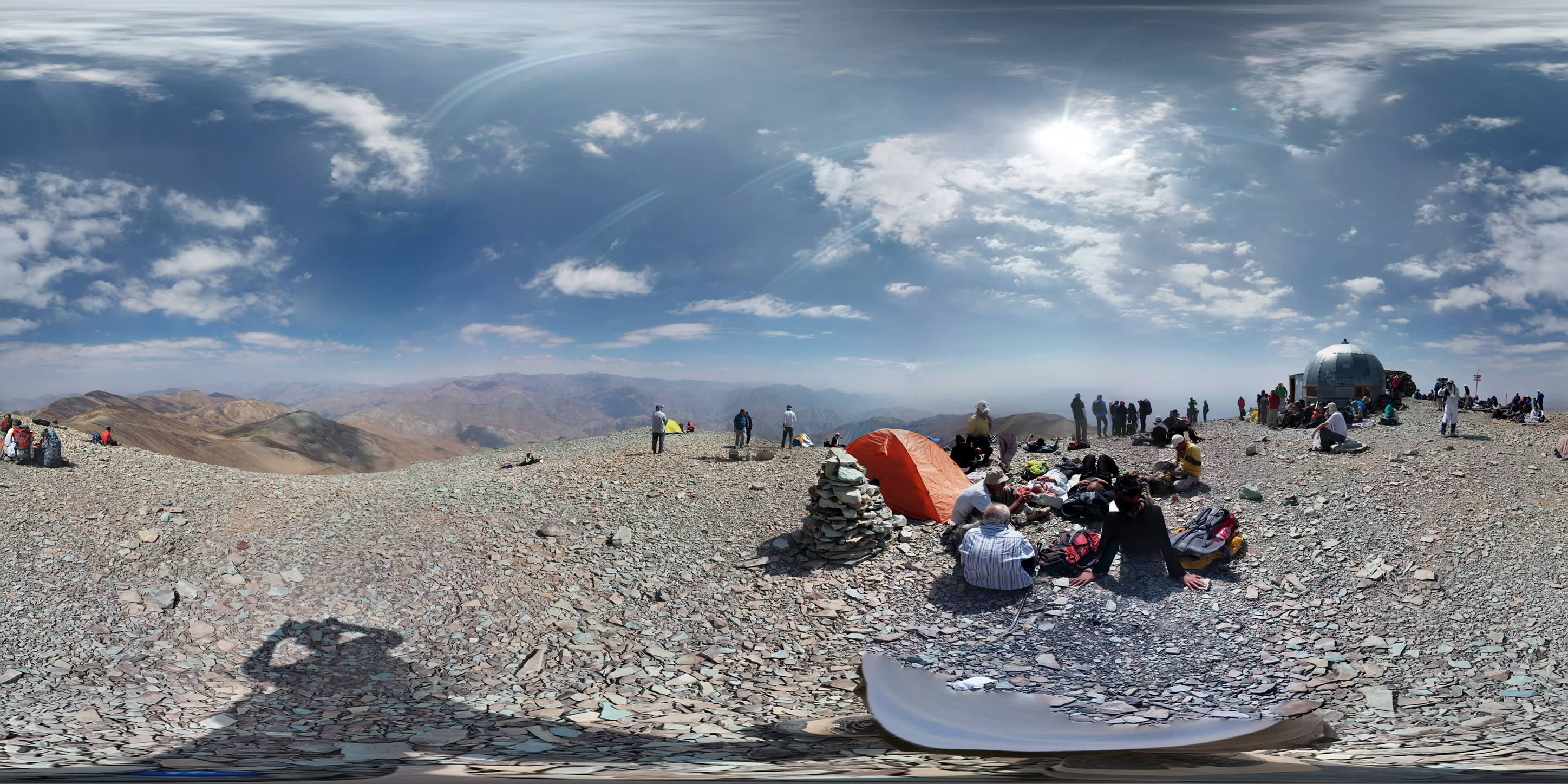
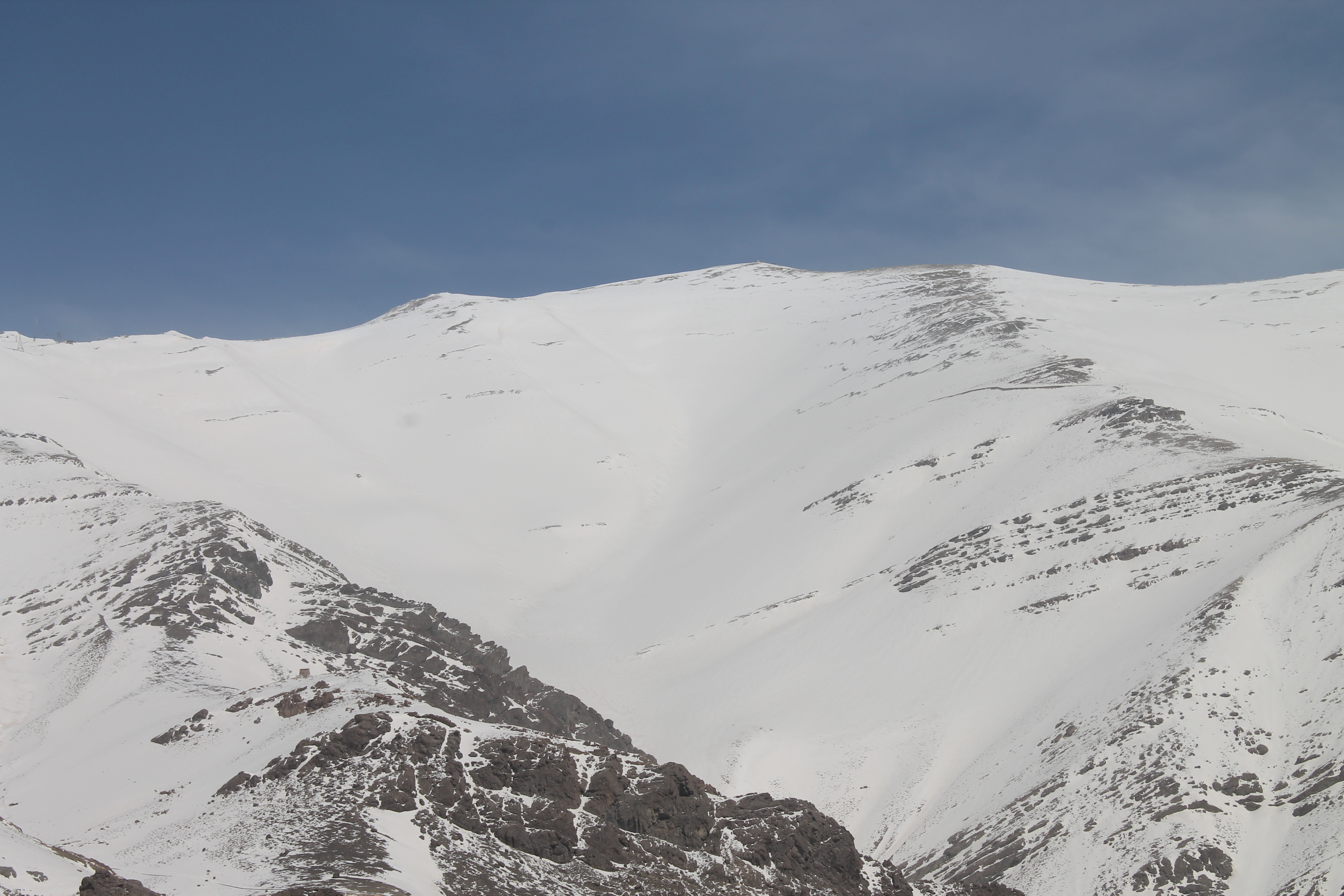
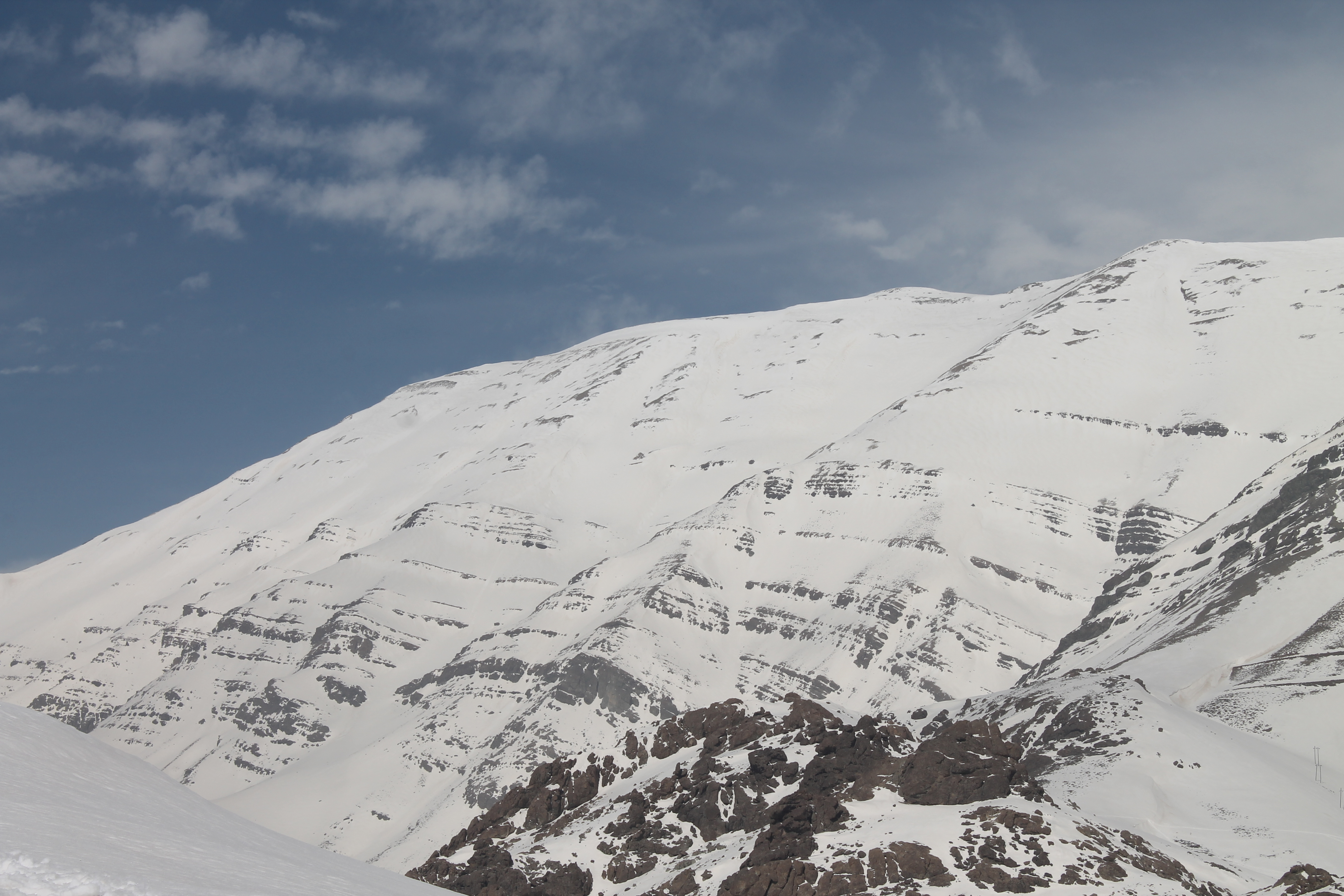
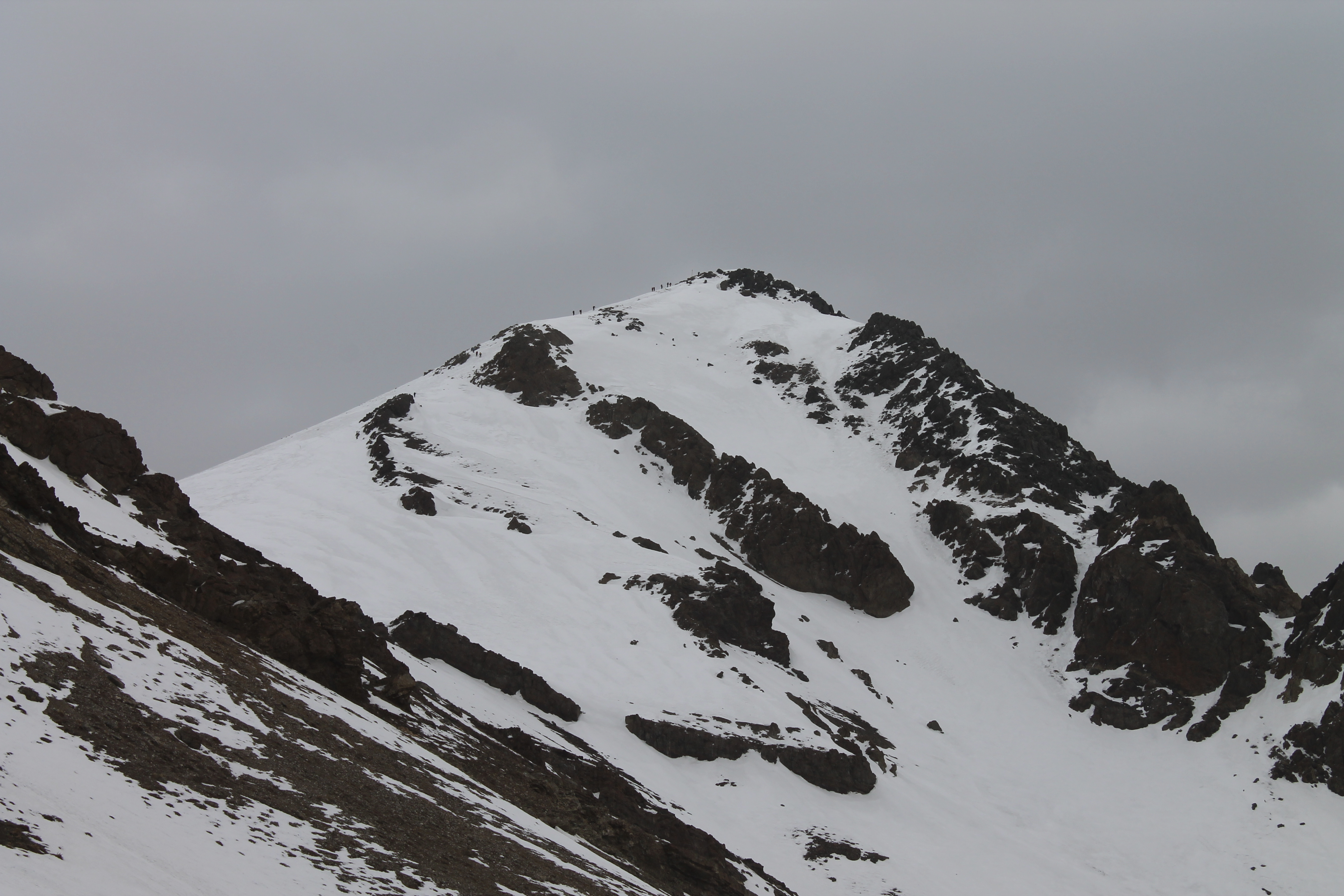
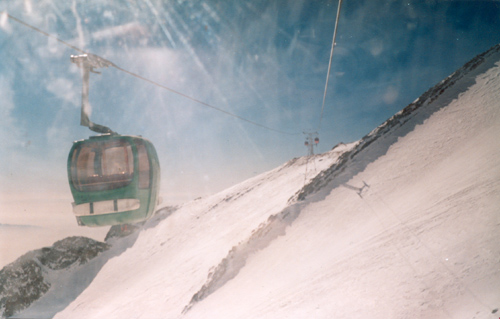
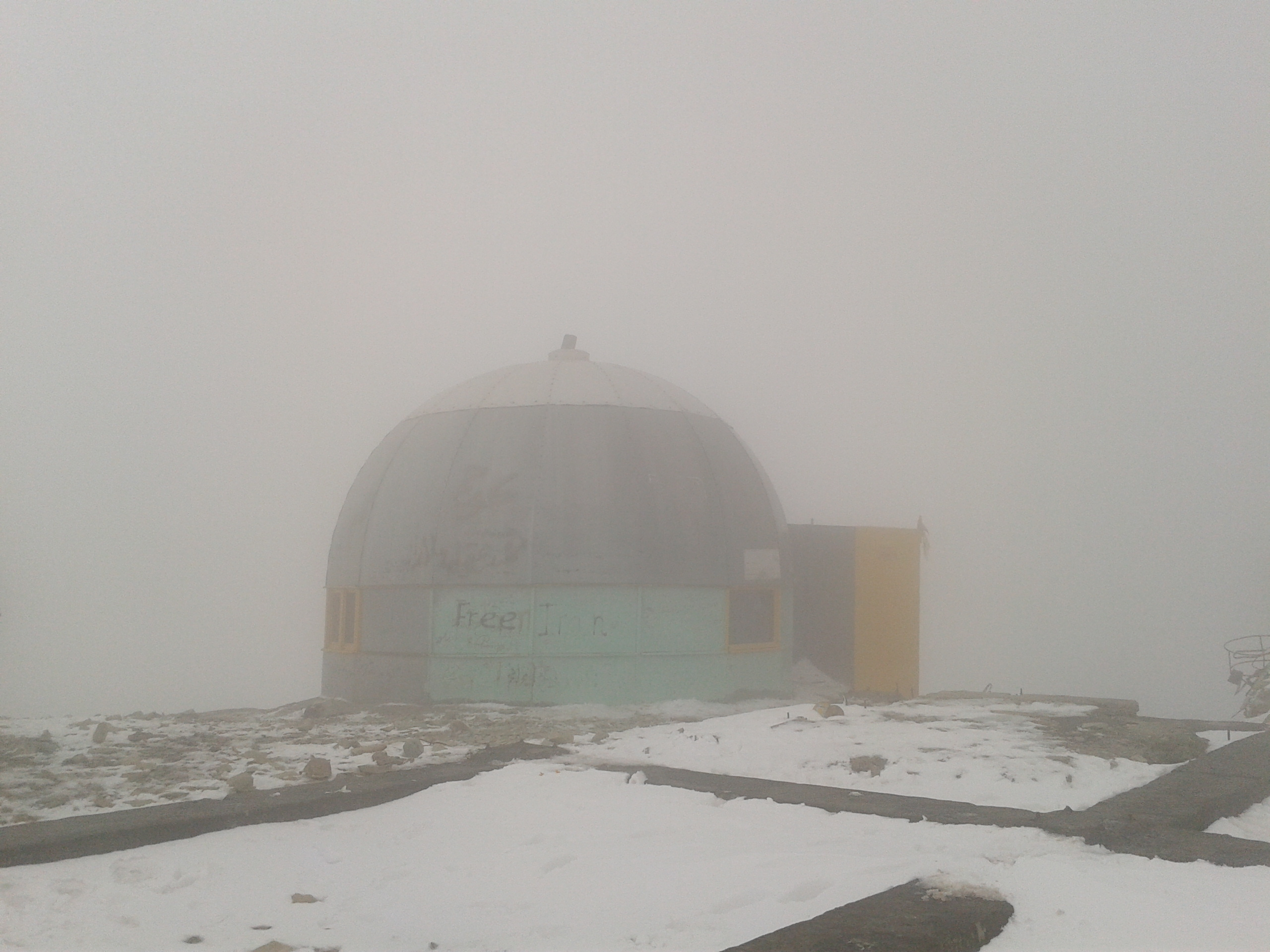